# Shan - Il cuore antico dei popoli naturali
Shan - Il cuore antico dei popoli naturali è un film documentario del 2007 diretto da Stefano Milla, liberamente tratto dal libro I popoli naturali e l'ecospiritualità.

## Trama
La pellicola segue i musicisti del LabGraal nella loro opera di riscoperta e tutela delle antiche tradizioni dei popoli naturali del pianeta. Un viaggio che intreccia tre percorsi: quello musicale, che parte dallo studio di Dreamland, Piemonte, per arrivare allo "studio 52" di Melbourne, mescolando musica celtica con sonorità Aborigene e Apache. Il secondo elemento narrativo riguarda l'attività presso l'ONU di Nattero e Barbadoro, come rappresentanti di diverse comunità native, in difesa dei loro diritti e delle loro terre sacre, culminato con l'adozione della Dichiarazione dei diritti dei popoli indigeni. Il terzo filone rappresenta un viaggio nella mitologia e nella spiritualità celtica.

## Produzione
Il film è realizzato con l'incoraggiamento dell'Alto commissariato delle Nazioni Unite per i diritti umani.